# Червоноград (Тернопольская область)
Червоноград — исчезнувший город на территории современной Тернопольской области Украины в непосредственной близости от села Нырков. Расположен вблизи реки Джурин. Возле города находится Джуринский водопад.
На данный момент из строений на территории Червонограда сохранились остатки Червоноградского замка XVII века и католического костёла XVIII века. На холме вблизи замка расположено заброшенное кладбище с часовней, в которой были погребены останки семьи Понинских.
Название город получил из-за особенностей грунта в данной местности — здешние песчаники придают ему красный цвет.
Ранее существовало мнение, что Червоногород может быть ассоциирован с летописным Червеном, который дал название всем Червенским городам и, впоследствии, Червоной Руси. Нынешние историки отрицают данную версию, считая, что Червен располагался близ польского села Чермно.

## История

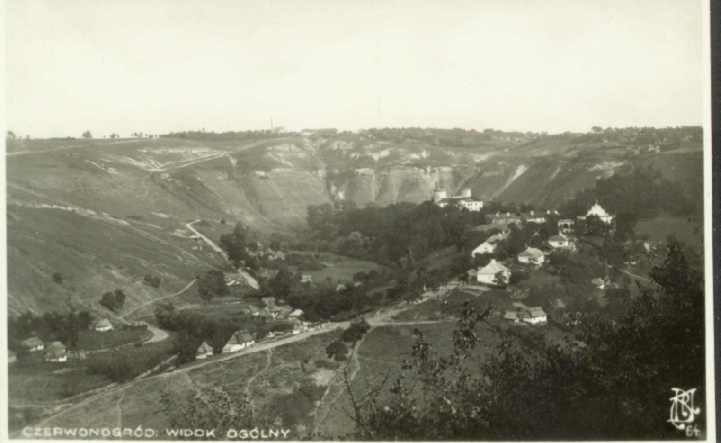
Вид на Червоноград в 1920-е годы

Впервые Червоногород упоминается в хрониках как Castrum rubrum (Красный замок) в IX веке.
До XIII века в Червонограде существовал замок (скорее всего деревянный), упоминаемый как предмет споров между князьями Киевской Руси.
В 1240 году Червоноград, как и прочие города Подолья, подвергся татаро-монгольскому нашествию.
В 1313 году Подолье захватил литовский князь Ольгерд, и весь край переходит к братьям Корятовичам. Литовцы укрепили замок, а в 1331 году в городе был заложен монастырь доминиканцев.
В 1340 году город завоевал Казимир Великий.
В 1434 году Червоноград получил статус королевского города, а в 1448 году — магдебургское право. В этот период в городе развивалась торговля и ремёсла, сюда возвратились доминиканцы.
В начале XVII века Даниловичи, владевшие окрестными землями, возвели на месте деревянной крепости укреплённый валами замок. В 1615 году рядом с замком возведён костёл, построенный на средства четы Лисецких.
В 1672—1699 годах Червоноград вместе с окрестными землями находился под властью Османской империи. Город пришёл в упадок, и к моменту окончания османской оккупации Червоногород представлял собой лишь небольшой посёлок.
До первого раздела Польши в 1772 году Червоноградский замок был центром Червоногородского повита — одного из трёх повитов Подольского воеводства. После раздела Польши город отошёл к Австрии, утратил своё значение и стал относиться к Залещицкому повяту Тернопольского воеводства.
В 1778 году Червоноград перешёл во владение князя Кароля Понинского, который купил его у правительства Австрии. В 1820 году Понинский возвёл замок-дворец по проекту архитектора Юлиана Захаревича на остатках полуразрушенного замка. Сын Кароля Понинского, Калист Понинский продолжил постройку дворца, в том числе перестроил уцелевшие замковые башни, при этом остатки старого замка были разобраны до основания. Вокруг нового замка-дворца был разбит парк в итальянском стиле, украшенный фонтанами и клумбами.
В 1835 году для семейной усыпальницы Понинских Хелена Понинская заказал скульптуру у скульптора Бертеля Торвальдсена в знак памяти о погибших детях. Спустя семь лет, в 1842 году мастер окончил работу. В настоящее время скульптура хранится в Львовской картинной галерее.
В 1846 году Хелена Понинская открыла в Червоногороде монастырь Сестёр милосердия, которые занимались воспитанием сирот и опекали больных.
В 1880 году «Словник географический Королевства Польского» описывал Червоноград как город с населением в 465 человек, в городе имелась грекокатолическая парафия, действовала водяная мельница.
На границе XIX и XX веков город перешёл во владение княгини Марии Любомирской, которая и стала последней владелицей Червоногорода.
В начале 1940-х годов в Червоногороде проживало около 500 человек.
2-3 февраля 1945 года подразделения ОУН-УПА вступили в бой с польскими отрядами самообороны, находившимися в Червоногороде. В результате боя погибло более 50 поляков, замок получил повреждения.

### После разрушения
После войны город не восстанавливался и исчез с географических карт.
Во второй половине XX века по распоряжению главы колхоза села Нырков, расположенного вблизи руин Червоногорода, дворец был частично разобран на стройматериалы для постройки свинофермы.
В 1970-х годах вблизи руин Червоногорода был построен детский лагерь «Ромашка».
В 2003 году неподалёку началось строительство монастыря, принадлежащего Украинской православной церкви.